# Segno di Rossolimo
Il segno di Rossolimo è un segno clinico utilizzato per diagnosticare particolari patologie legate alla spasticità.

## Storia
Colui che per primo ha notato questo tipo di riflesso è stato il neurologo russo Grigorij Ivanovic Rossolimo (1860-1920) da cui deriva l'eponimo del segno clinico.

## Manifestazioni
Costituisce una forma di riflesso involontario, l'alluce o tutte le dita del piede si muovono dopo aver subito una leggera e contemporanea percussione della superficie plantare delle dita.

## Diagnosi
Dopo i 6 mesi di vita la positività del segno di Rossolimo è suggestiva di una paralisi cerebrale infantile di tipo spastico. La positività di questo segno, da sola, non può essere determinante per la diagnosi, ma deve essere vista in un contesto semeiologico clinico globale. Altri segni di spasticità sono il riflesso spinale di Galant e i riflessi di estensione (plantare e palmare), se presenti, dopo i sei mesi di età, oltre al riflesso in iperestesione degli arti inferiori alla manovra della cosiddetta "altalena". Anche i riflessi posturali del Vojta possono dare indicazioni circa patologie di tipo spastico nel bambino.